# Ambert
Ambert é uma comuna francesa na região administrativa de Auvérnia-Ródano-Alpes, no departamento Puy-de-Dôme. Estende-se por uma área de 60,33 km². Em 2010 a comuna tinha 6 879 habitantes (densidade: 114 hab./km²).